# Najda ibn Amir al-Hanafi
 (décembre 2020).
Najda ibn Amir al-Hanafi (arabe : نجدة بن عامر الحنفي (Najda ibn ʿĀmir al-Ḥanafī) ; circa 655 – 691/92) prit la tête d'une révolte kharijite dans la péninsule arabique et s'opposa pendant la seconde guerre civile de l'Islam au califat omeyyade qui contrôlait la Syrie et l'Égypte, puis à son allié Abd Allah ibn az-Zubayr après que celui-ci se proclama calife.
Il est né en 655, dans la tribu des Banu Hanifa, dans la région d'Al-Yamâma, au centre de la péninsule arabique et à l'est de La Mecque. En 680, il lance, ou prend la tête, d'une révolte kharijite. Les tribus de la région se soulèvent contre le califat omeyyade, dont ils ne reconnaissent pas l'autorité. En 686, Najda vint en aide avec des cavaliers à Abd Allah ibn az-Zubayr qui adoptait le taḥkim des kharijites, "lā ḥukma illā li-ʾllāh" (il n'y de gouvernement qu'en Dieu), dans sa rébellion contre la succession de Yazīd Ier à Muʿawiya Ier.
Cependant après sa victoire, ibn az-Zubayr, se proclama calife, ce qui provoqua la colère des kharijites. Il envoyat son frère Mus'ab prendre le controlle de l'Iraq, alors que les leaders kharijites dont Najda et Nafi ibn al-Azraq qui dirigeait l'insurrection iraquienne, se rendaient à Basra. Ils prirent la ville, tuèrent le gouverneur et libérerent leur prisonnier. Cependant celle-ci se tourna vers Mus'ab et les kharijites se refugièrent vers Ahvaz, d'où ils menèrent des attaques contre les partisans de ibn az-Zubayr.
Najda retourna dans le Yamâma où il continua l'insurrection kharijites, et l'étendit à toute la péninsule, excepté le Hedjaz.